# Abelmoschus
Genre
Classification phylogénétique
Abelmoschus est un genre de plantes à fleurs la famille des Malvaceae, proche des Hibiscus.

## Liste d'espèces
Selon BioLib (5 mars 2025) :
- Abelmoschus angulosus Wall. ex Wight & Arn.
- Abelmoschus crinitus Wallich
- Abelmoschus esculentus (L.) Moench - Le gombo
- Abelmoschus ficulneus (L.) Wight & Arn.
- Abelmoschus manihot (L.) Medik.
- Abelmoschus moschatus Medik. - l'ambrette.
- Abelmoschus muliensis K. M. Feng
- Abelmoschus sagittifolius (Kurz) Merr.

## Utilisation alimentaire
Le fruit de Abelmoschus esculentus, aussi appelé gombo, entre, comme légume, dans la composition de nombreux plats africains, asiatiques, d'Amérique centrale et d'Amérique du Sud.

## Étymologie
- De l'arabe « abû al-mosk » qui signifie « père du musc ». Ceci fait référence à l'odeur musquée des graines de Abelmoschus moschatus.

## Liens externes

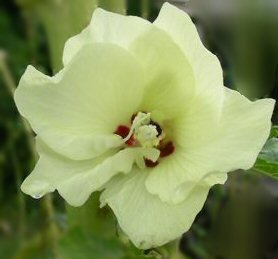
Abelmoschus esculentus
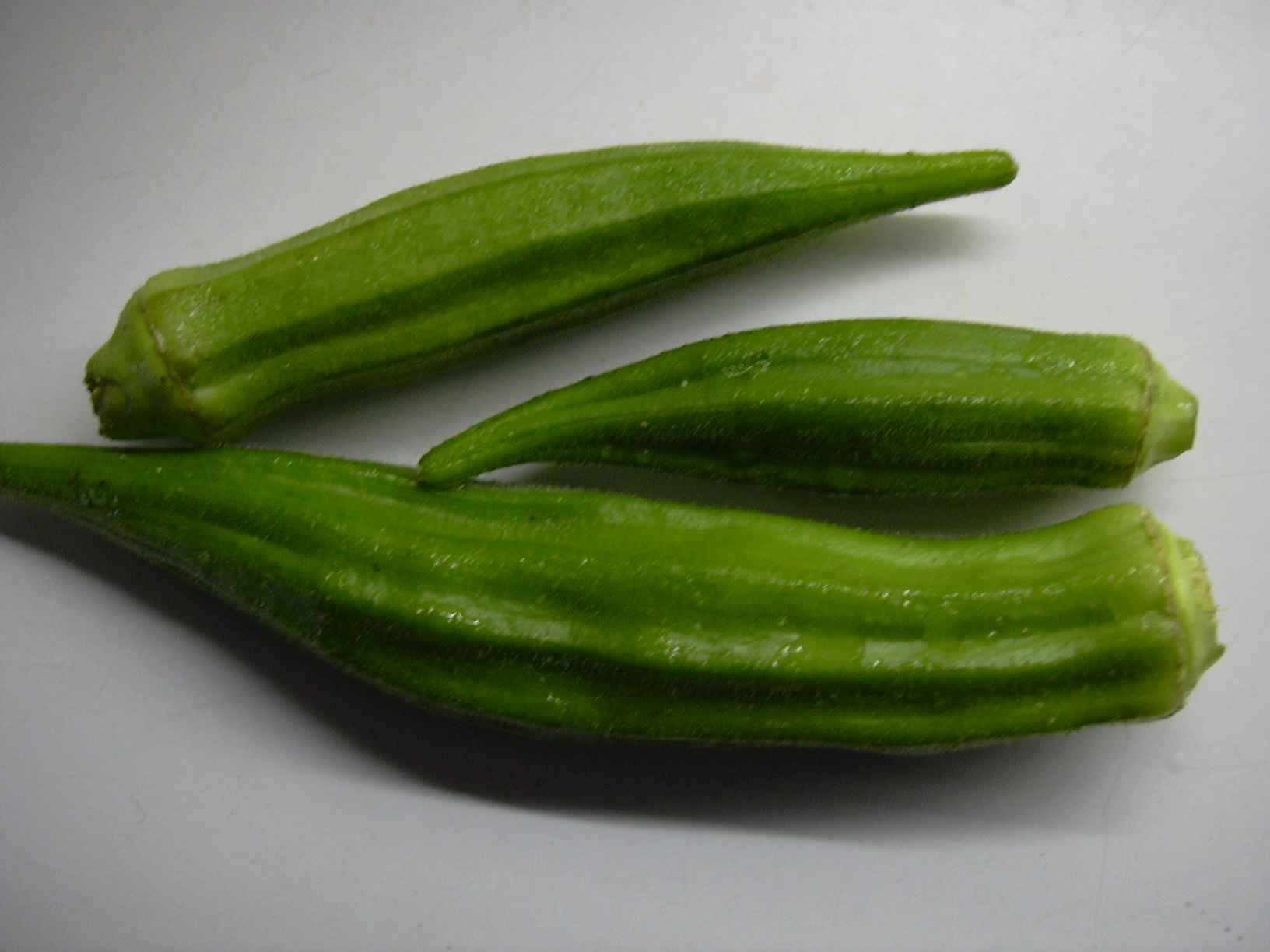
fruit de Abelmoschus esculentus : le Gombo